# Carbure de molybdène
Un carbure de molybdène est un composé chimique de formule MoC ou Mo2C, ce dernier correspondant au carbure de dimolybdène. Il s'agit de céramiques réfractaires que leur point de fusion, supérieur à 2 000 °C, range parmi les céramiques ultraréfractaires.
Le carbure de dimolybdène cristallise dans le système orthorhombique (Mo2C α) et dans le système hexagonal (Mo2C β), pour lesquels les points de fusion calculés sont de 2 699 et 2 715 K respectivement.